# Richebourg (Passo di Calais)
Richebourg è un comune francese di 2 466 abitanti situato nel dipartimento del Passo di Calais nella regione dell'Alta Francia.

## Società

### Evoluzione demografica
Abitanti censiti